# 借地借家法
借地借家法（しゃくちしゃくやほう、平成3年10月4日法律第90号）は、建物の所有を目的とする地上権・土地賃貸借（借地契約）と、建物の賃貸借に関する法律である。

## 立法趣旨・旧法との関係
立法趣旨は、土地や建物の賃貸借契約における賃借人（借地人、借家人、店子）の保護にある。これらの賃貸借契約についての規定は、民法典にも存在する。しかし、民法典の規定は自由主義思想を背景に、当事者の個性を重視せず、抽象的にしか把握しない。そのため、契約当事者には形式的な平等しか保障されていないといえる。
ところが、現実の賃貸借契約においては多くの場合、賃貸人（大家）と賃借人（店子、借家人）との力関係には差がある。そのため、両当事者の実質的な平等を保障し、一般に弱い立場に置かれがちである賃借人の保護を図ったものである。また、資源としての建物の保護（まだ使用できる建物を早期に取り壊さなければならない状況を極力減らす）をも図っているといわれる。
借地借家法は民法の特別法としての位置づけを持つ。もっとも、こうした趣旨は旧法から引き継いだものであり、本法によって初めて取り入れられたものではない。なお、農地の賃貸借契約については農地法により土地の賃借人の保護が図られている。
本法の施行により、「建物保護ニ関スル法律」（明治42年法律第40号、建物保護法）・「借地法」（大正10年法律第49号。5月15日施行）・「借家法」（大正10年法律第50号。5月15日施行）は廃止された。
借地借家法は、不動産の賃貸借契約における賃借人を保護する目的で制定された上記の3法を統合したものである。しかし、本法の施行後もそれらの法律が意味を失ったわけではない。
すなわち、原則としては、借地借家法は1992年（平成4年）8月1日の施行前に生じた事項にも適用されるが（附則4条本文）、施行前に設定された借地権に係る契約の更新に関しては従前の例により（附則6条）、施行前にされた建物賃貸借契約の更新拒絶通知及び解約申入れに関しては従前の例による（附則12条）など、一部の事項については旧借地法・旧借家法が適用される。施行後に更新された場合も旧借地法・旧借家法が適用される。
このような措置がとられた理由は、主に法制定当時の野党から、借地借家法が賃借人にとって不利益を及ぼすのではないかという懸念が示されたためである。

## 構成
- 第1章 総則（第1条・第2条）
- 第2章 借地
  - 第1節 借地権の存続期間等（第3条 - 第9条）
  - 第2節 借地権の効力（第10条 - 第16条）
  - 第3節 借地条件の変更等（第17条 - 第21条）
  - 第4節 定期借地権等（第22条 - 第25条）
- 第3章 借家
  - 第1節 建物賃貸借契約の更新等（第26条 - 第30条）
  - 第2節 建物賃貸借の効力（第31条 - 第37条）
  - 第3節 定期建物賃貸借等（第38条 - 第40条）
- 第4章 借地条件の変更等の裁判手続（第41条 - 第61条）
- 附則

## 内容
借地借家法は、民法に規定された賃貸借契約の原則を現代社会の実状に合わせて修正している。
まず、借地権者及び建物の賃借人が土地建物の新所有者に対して比較的容易に自己の権利を対抗できるようにした。また、借地契約について、その期間をできるだけ長く設定し、かつ借地権設定者及び建物の賃貸人に契約更新を半ば強制して契約が容易には終了できないようにした。
そして、借地に関しては、借地権の譲渡や転貸をする際に本来必要な借地権設定者（地主）の承諾を得なくても代わりに裁判所の許可を得ればよいとされた。さらにこれら借地借家法の規定は、借地権者及び建物の賃借人に不利な特約をしてその内容を変更してはならないという片面的強行規定という方法がとられている（9条、16条、21条、30条、37条）。これらに加えて建物の借賃のうち「継続賃料」（初回契約後の家賃）に係る増減について定められた借地借家法32条1項については、多くの最高裁判例で強行規定である旨、判示されている（最高裁判決平成17年3月10日 集民 第216号389頁 など）。逆に、借地権者又は建物の賃借人に有利な特約は許される。
以上は土地建物の賃借人にとって有利とされる規定であるが、そうでないものも本法には含まれる。それが定期借地権・定期借家権である。

### 適用範囲

#### 借地
借地借家法は、建物の所有を目的とする地上権又は土地の賃借権を、借地権と定義して、これを適用対象としている（1条、2条1号。以下本稿で建物所有目的の地上権設定契約又は土地賃貸借契約を「借地契約」といい、借地権者、すなわち借主を「借地人」という）。無償が原則の使用貸借契約には本法の適用がない。
なお、借地権の付着している土地の所有権を底地と呼ぶこともあるが、これは本法、民法上の正式な用語ではない。つまり不動産用語もしくは俗語である。
「建物の所有を目的」というには、事業用・居住用の区別は問われないが、土地全体の用途から建物所有を主たる目的とするか、あるいは目的上建物の所有が不可欠であるかが必要となる。具体的には、建物の敷地割合をもとに、実際の使用形態から「建物所有の目的」を判断する。
- 自動車教習所を経営する目的でなされた土地の賃貸借について、建物の敷地面積の土地全体に対する割合が4.5%にすぎない場合であっても、「自動車学校の運営上、運転技術の実地練習のための教習コースとして相当規模の土地が必要であると同時に、交通法規等を教習するための校舎、事務室等の建物が不可欠であり、その両者が一体となつてはじめて自動車学校経営の目的を達しうるのであるから」、建物所有を目的としていると認めた（最判昭58.9.9）。
- 幼稚園の運動場として使用する目的でなされた土地の賃貸借について、隣接する園舎敷地と不可分一体の関係にある土地であっても、園舎の所有それ自体のために使用されていなければ、建物所有を目的としていると認めなかった（最判平7.6.29）。

ただし、一時使用目的の借地権には、存続期間、契約更新等に関する本法の規定は適用されない（25条）。
ここでいう一時使用とは、賃貸借の目的や動機などの事情からその契約を短期間で終えることが客観的に判断できる場合をいう。サーカスの興行のために土地を借りるような場合は一時使用目的に当たるとされる。
- 「一時」使用というためには、その存続期間が法の定める存続期間より相当短いものであることを要する（最判昭45.7.21）。もっとも、存続期間を10年とした約定を一時使用と認めた判例もあり（最判昭36.7.6）、単に期間の長短だけでなく個別の事情が考慮される。

#### 借家
借地借家法は、上記借地のほか、建物の賃貸借契約を適用対象としている（1条。以下本稿で建物の賃貸借契約を「借家契約」といい、その賃借人を「借家人」という）。
ここにいう「建物」は、一軒家を借りている場合はもちろん、建物の一部の間借りであっても、他の部分と区画されており、構造や規模から独立的排他的支配が可能であればこれに該当する（最判昭和42年6月2日民集21巻6号1433頁）。
一時使用目的の借家契約には、本法の規定は適用されない（40条）。イベント開催中に出店を出すためだけに店舗を借りるという場合などがこの一時使用に当たる。

### 対抗力
借地借家法では、借地人・借家人が、借地権・借家権を第三者に対抗するための対抗要件について、民法の特則を置いている（10条、31条）。
そもそも、賃借権は貸主と借主との契約により生じる債権にすぎないため、物権のような絶対性がなく、第三者に対抗することはできないのが民法の原則である。例を挙げると、
- Aは地主である甲と土地の賃貸借契約を結び、その借地に家を建てて住んでいた。ある日、甲がその土地を第三者である乙に売却した。土地の新たな所有者となった乙はAに立ち退きを要求した。
- Aは家主である甲と建物の賃貸借契約を結び、その借家に住んでいた。ある日、甲がその建物を第三者である乙に売却した。家屋の新たな所有者となった乙はAに立ち退きを要求した。

上記の2つの例では、Aと甲との間の賃貸借契約は、あくまでその2人の間で締結されたものであるから、契約外の乙にとっては無関係である。したがって、Aは乙に対してその土地・建物についての賃借権を主張できず、乙は所有権に基づき、Aに対して明渡しを求めることができることになる（「売買は賃貸借を破る」という原則）。
もっとも、民法上、賃借権を登記していれば、賃借人は、新所有者に対してもこれを対抗することができる（民法第605条）。すなわち、甲が賃貸物件を乙に売却した場合も、賃借人Aは、予め賃借権設定登記を受けておけば、新所有者乙に賃借権を主張し、住み続けることができる。
しかし、賃貸借契約においては、特約がない限り、賃借人は賃貸人に賃借権の登記を求めることはできないというのが判例・通説である（大審院大正10年7月11日判決民録27巻1378号）。そして、実際上も、通常の地主や家主は、賃借権を登記することによって得られる強力な効果を嫌い、任意に登記に協力することはまずない。そのため、賃借権設定登記という方法によって賃借人が新所有者に自己の権利を主張するという方法は有名無実化していた。
しかし、これでは、賃貸人が、賃料の値上げに応じない賃借人について賃貸物件を第三者に売却して立ち退かせるなどして、値上げを迫ることもできることになり、賃借人の立場は非常に弱いものになる。そこで、借地人・借家人の地位を保護するために、本法では以下のような規定が設けられている。
- 借地人は、その土地上に自己名義の登記済建物を所有していれば、第三者に対して借地権を対抗することができる（10条1項）。登記済建物の滅失後2年以内ならば、その土地上の見やすい場所に、建物を特定するために必要な事項、滅失があった日、および建物を新たに築造する旨を掲示することで、第三者に対して借地権を対抗できる（10条2項）。一時使用の借地であっても適用される（25条は10条の適用を排除していない）。
登記は「表示の登記」でよい（最判昭50.2.13）が、借地人本人名義の登記である必要がある（家族名義の登記に対抗力を認めなかった判例（妻名義につき最判昭47.6.22、長男名義につき最判昭41.4.27）がある）。
- 借家人は、建物の引渡しがあったとき、すなわち借家人がその借家に居住等で占有していれば、第三者に建物賃借権を対抗することができる（31条1項）。借地と異なり、一時使用の借家では適用されない（40条は31条の適用を排除している）。

このように、本来は債権に過ぎない賃借権だが、本法の規定により物権と類似する対外的効力を有するに至っている。これを「賃借権の物権化」という。

### 契約の期間

#### 借地契約
借地契約の存続期間は、
- 契約期間を特に定めなかった場合は、30年となる（3条本文）。
- 30年より長い期間を定めた場合は、その定めた期間となる（3条但書）、期間の上限はない。
- 30年より短い期間を定めた場合は、その約定は無効であるから（9条、最判昭44.11.26）、期間を定めなかった契約となり、30年となる。
- 借家とは異なり、「期間の定めのない契約」は認められない。

なお、旧借地法では、借地上に建てられている建築物について石造り、土造り、レンガ造りなどの「堅固建物」と、木造などそれ以外の材質の「非堅固建物」という区別を設け、前者の所有を目的とする借地権の契約期間が30年未満の場合には一律60年とし、後者の契約期間が20年未満の場合には一律30年として規定していた（旧借地法2条）。しかし、この区別は建築技術の発展に伴って合理性を失い、現在の借地借家法には受け継がれなかった。
借地契約の中で、建物の種類、構造、規模または用途を制限する旨の「借地条件」がある場合は、その後、トラブルを生むケースがある。具体例は、法令による土地利用の規制の変更によって、その借地条件が時代と合わなくなったケース、付近の土地の利用状況の変化とその他の事情の変更により、その借地権契約の中のその借地条件と異なる建物の所有を目的とすることが相当であるにもかかわらず、その借地条件の変更を巡って借主と貸主の間で合意が得られないケース、などである。
そういう時は、裁判所は、当事者の申立てにより借地非訟事件として、その借地条件を変更することができる（17条1項）。
増改築を制限する旨の借地条件がある場合において、土地の通常の利用上相当とすべき増改築につき当事者間に協議が調わないときは、裁判所は、借地権者の申立てにより、その増改築についての借地権設定者の承諾に代わる許可を与えることができる（17条2項）。裁判所は、これらの裁判をする場合において、当事者間の利益の衡平を図るため必要があるときは、他の借地条件を変更し、財産上の給付を命じ、その他相当の処分をすることができる（17条3項）。裁判所は、特に必要がないと認める場合を除き、これらの裁判をする前に鑑定委員会の意見を聴かなければならない（17条6項）。

#### 借家契約
借家契約の存続期間は、当事者の合意によって定まる。民法第604条（賃貸借契約の期間を20年以下と規定している）の適用が排除されているため、期間の上限はない（29条2項）。1年未満の契約期間を約定した場合、期間の定めがない建物賃貸借とみなされる（29条1項）。

### 法定更新・解約の制限
民法における原則では、契約期間が定められている場合ならば、その期間が過ぎれば契約は終了し、さらに契約を更新するかどうかは当事者次第である。また、契約期間が定められていない賃貸借契約は借主・貸主どちらからでも解約を申し入れることができ、その申入れから所定の期間を過ぎると契約は終了する（民法第617条1項）。しかしこれでは賃借人が突然家や土地を追い出されて生活の拠点を失うおそれがあるため、借地借家法には更新を容易にし、解約を制限する制度が整備されている。
すなわち、借地借家法は、期間の定めのある借地・借家契約については、直接的または間接的に契約更新を強制している。
このように、当事者（特に賃貸人）の意思に関わらず法律の規定によって契約が更新されることを法定更新という。また、期間の定めのない借家契約についても、賃貸人からの解約申入れに正当事由を要求するなどして一方的に契約を終了させないようにしている。
この「正当事由制度」・「法定更新制度」は、日中戦争中の1941年3月10日の借家法改正（法律56号）に由来する。この改正の目的は、出征中に借地契約や借家契約が終了して兵士が戦地から戻ったときに住む家がなくなることで混乱が生じることを回避することにあったが、都市への人口流入による住宅事情の逼迫を背景に、両制度は戦後も存続している。

#### 借地契約
借地権の存続期間が満了する場合に、建物が存在するときは、借地人は、契約の更新を貸主に請求することができる。これに対し、地主（賃貸人）が遅滞なく異議を述べなければ、契約は従前の契約と同一条件で更新される（法定更新、5条1項）。貸主がこの異議を述べるには、正当事由が必要である（6条）。
また、借地権の存続期間が満了した後、借地人（または転借人）が土地の使用を継続している場合も、建物が存在するときは、地主が遅滞なく異議を述べなければ、契約は法定更新される（5条2項、3項）。この異議にも正当事由が必要である（6条）。
正当事由の判断は、借地人と貸主の双方がその土地の使用を必要とする事情のほか、立退料の支払も考慮することができる（6条）。合意により借地契約を更新し期間を定める場合、その更新後の期間は、最初の更新では20年以上、2度目以降の更新では10年以上でなければならない。
更新後の期間について定めなかった場合は、自動的に最初の更新では20年、2度目以降の更新では10年になる（4条）。
当初の借地権存続期間中に建物が滅失した場合で、当初残存期間を超えて存続する建物を再築した場合、再築に際して貸主が承諾を与えた場合は、借地権は再築の日または承諾の日のいずれか早い日から20年間存続する（7条）。借地人が承諾を求めたのに貸主が2か月以内に異議を述べなかった場合は、貸主の「承諾があったもの」とみなされる。
契約更新後に「建物の滅失」があった場合は、借地権者は借地契約の解約の申入れまたは地上権の放棄をすることができる（8条）。建物の滅失後、借地権者が貸主の承諾を得ないで残存期間を超えて存続する建物を再建築した場合は、貸主は借地契約の解約の申入れまたは地上権の消滅請求をすることができる。
この場合において、再建築にやむをえない事情があるにもかかわらず貸主が承諾しない場合は、借地非訟事件として借地権者は原則として裁判所に対し承諾に代わる許可を求める申立てをすることができる。この申立てを受けた裁判所は、特に必要がないと認める場合を除き、裁判をする前に鑑定委員会の意見を聴かなければならない（18条）。

#### 期間の定めのある借家契約
期間の定めのある借家契約については、何もしなければ自動的に契約が更新されるという制度が採られている。すなわち、当事者が契約期間満了で契約を終了させようとする場合は、契約期間が満了する1年前から6か月前までに、相手方に対して契約を更新しないこと（更新拒絶）を通知しなければならず、この通知がない場合には、これまでと同様の条件（ただし、新たな借家契約は期間の定めのないものとされる）で契約が法定更新される（26条1項）。賃貸人がこの更新拒絶の通知を行うためには、正当事由が必要となる（28条）。
また、正当事由がある更新拒絶の通知を行った場合であっても、借家人（または転借人）が期間満了後もその建物に住み続けているときは、賃貸人が遅滞なく異議を述べなければ、契約は法定更新される（26条2項、3項）。この異議には、正当事由は要求されていない。
正当事由の判断は、「建物の賃貸人及び賃借人（転借人を含む。）が建物の使用を必要とする事情」が中心的な考慮要素であり、付随的に、「建物の賃貸借に関する従前の経過」、「建物の利用状況および建物の現況」および「建物の賃貸人が建物の明渡しの条件として又は建物の明渡しと引換えに建物の賃借人に対して財産上の給付をする旨の申出をした場合におけるその申出」（いわゆる立退料）が考慮要素として挙げられているが、これらの考慮要素が総合的に判断される。

#### 期間の定めのない借家契約
期間の定めのない借家契約の場合には、民法の原則により、いつでもどちらからでも解約を申し入れることができる（民法617条1項）。また、期間の定めがあっても、契約期間が1年未満である場合には期間の定めがない建物の賃貸借とみなされる結果（29条1項）、同様に解約を申し入れることができる。
ただし、建物賃貸人からの解約申入れについては、第1に、解約申入れから契約終了までの猶予期間（解約申入れ期間）が、民法617条1項2号所定の3か月から、2倍の6か月に延長されている。第2に、正当事由が必要とされる。さらに、借家人が6か月たっても立ち退かなかった場合、賃貸人が遅滞なく異議を述べないと、6か月前に行った解約申入れは効力を失う（27条）。
なお、借家人からの解約申入れについては民法617条により、正当事由を必要とせずにいつでも解約の申入れをすることができ、解約の効果は申入れから3か月が経過したときに生じる。したがって、申入れ後直ちに立ち退いたとしても3か月分の賃料支払い義務は残る。仮に民法617条を任意規定と解すると、特約で借家人からの解約申入れ期間を4か月等に延長することが可能になる。もっとも、仮に任意規定だとしても、消費者契約法により、3か月よりも長い解約申入れ期間は無効となる可能性がある。
借地権の目的である土地の上の建物について賃貸借がされている場合、借地権の存続期間の満了によって建物の賃借人が土地を明け渡すべきときは、建物の賃借人が借地権の存続期間が満了することを、その1年前に知らなかった場合に限り、裁判所は、建物の賃借人の請求により、建物の賃借人がこれを知った日から1年を超えない範囲内において、土地の明渡しについて相当の期限を付与することができる。この場合、建物の賃貸借は、その期限が到来することによって終了する（35条）。

### 転貸借
賃借人が借地・借家の目的物を第三者に貸す（転貸する）場合、賃貸人の承諾が必要である。また、借地権・借家権自体を第三者に譲渡する場合も、賃貸人の承諾が必要である（民法第612条1項）。
転貸がなされると、賃貸人は、賃借人に対して請求することができる範囲内で、転借人に対して転借料を直接に賃貸人に支払うよう請求できる。転借人は、転借料を賃借人にすでに支払っていることを主張して賃貸人からの請求を拒むことはできない（民法第613条）。
転貸がされている場合において、建物の賃貸借契約が
- 期間満了または解約申入れによって終了するときは、賃貸人は転借人に対しそのことを通知しないと契約の終了を転借人に対抗できない。賃貸人が終了の通知をしたときは、転貸借はその通知後6か月を経過すると終了する（34条）。
- 合意解除によって終了したときは、特段の事情がない限り賃貸人は転借人に対してこの合意解除の効果を対抗できない（大判昭9.3.7）。
- 賃借人の債務不履行が理由で解除されたときは、転貸借も同時に終了する。転借人への催告は不要である（最判昭37.3.29）。

賃借人が賃貸人に無断で転貸借・借地権借家権の譲渡をして第三者が使用・収益をしたときは、賃貸人は契約を解除することができる（民法第612条2項）。その際、催告や正当事由は不要である。ただし、その使用収益させる行為が賃貸人に対する背信的行為と認められないときは、契約の解除はできない（最判昭28.9.25）。
土地の賃借人が借地上の自己所有建物を譲渡する場合も、土地の賃貸人の承諾が必要である。
建物は土地に付着しているものなので、借地上の建物を譲渡する以上、借地権も譲渡しなければならなくなるからである。承諾がなされないときや承諾を得ないまま譲渡された場合、建物の譲受人は賃貸人に対して建物を時価で買い取るよう請求することができる（14条）。
また、借地権者が代わることで特に借地権設定者に不利になるおそれがないにもかかわらず承諾しないときは、借地権者は承諾に代わる裁判所の許可を申立てることができる（19条）。この場合は承諾を得ないで譲渡された場合は申立てできないが、競売で取得した場合には競落者による申立てが認められる（20条）。この申立てを受けた裁判所は、特に必要がないと認める場合を除き、裁判をする前に鑑定委員会の意見を聴かなければならない。
いっぽう、借地上の建物を賃貸する場合は土地の賃貸人の承諾は不要である。

### 賃料額改定の特則
賃料額の改定に際しては賃貸人と賃借人の地位の違いとそれによる交渉力の差が大きく現れる局面である。よって借地借家法は地代や家賃が経済事情の変化によって現状に見合わない額となった場合（高すぎるという場合も低すぎるという場合もある）には、当事者の双方が借賃増減額請求権を取得する（借地は11条、借家は32条）。これを行使すると、その意思表示が相手方に到達した日から変更額の効果が生じる（最判昭45.6.4）。つまり借賃増減額請求権は形成権である。もちろん具体的な額は裁判などによって決定されることになるが、請求権を行使した時点から賃料が変更されたものとして扱われる。こうすることで紛争解決を引き延ばし、引き延ばしている期間の賃料を現状の額で据え置こうとする戦術は無意味化する。
例えば20万円の家賃が諸般の事情を考慮した場合に異常な高値であったとする。そこで借家人が1月に「賃料を10万円にせよ」という内容の借賃増減額請求権を行使した。家主はその額について難色を示したため裁判となり、結果7月に「賃料を15万円とする」という決定が出たとする。すると賃料は1月の時点から15万円であったとして扱われ、賃借人は1月以降の賃料を15万円で支払うことになる（7月から賃料が15万円になるわけではない）。
具体的には、「土地・建物に対する租税その他の負担の増減」または「土地・建物の価格の上昇・低下その他の経済事情の動向」または「近隣の同種の借地・借家の借賃と比較」によりそれら借賃が不相当となった場合、かつ当事者間に一定期間借賃を「増額しない」旨の特約がない場合（「減額しない」旨の特約は借主に不利であるため無効である）に、当事者は借賃の増減額の請求ができる。
- 増額請求の場合（賃貸人から賃借人に対する請求）、請求を受けた賃借人は裁判確定までの間、自己が相当と認める額（従来の借賃より高い額でなければならない）を支払えば債務不履行にならない。裁判で確定した額が、自己が相当と認めた額より高かった場合、賃借人は不足分を支払期限後年一割の利息とともに賃貸人に支払わなければならない。
- 減額請求の場合（賃借人から賃貸人に対する請求）、請求を受けた賃貸人は裁判確定までの間、自己が相当と認める額（従来の借賃より低い額でなければならない）を請求することができる。裁判で確定した額が、自己が相当と認める額より低かった場合、賃貸人は超過分を受領時後年一割の利息とともに賃借人に支払わなければならない。
- 地代自動改定特約がある場合でも、その改定基準を定めるにあたって基礎となっていた事情が失われることにより、同特約によって地代等の額を定めることが不相応なものとなった場合には、増減額請求権の行使を特約によって妨げられるものではない（最判平15.6.12）。

なおこうした賃料額の決定を巡る訴えを提起する場合には､ あらかじめ調停を申立てなければならない（調停前置主義、民事調停法24条の2、24条の3）。

### 建物買取請求権
借地契約が終了した場合、借地契約であれば借地上の借地人が立てた建物が残存する場合がある。この場合、賃借人がその建物を賃貸人に買い取るよう請求できるのが建物買取請求権である（13条）。建物は再築建物であってもよい。
建物買取請求権は形成権である。つまり、これを行使すれば賃貸人の意思に関わらず建物の売買契約が成立してしまう。この規定の趣旨は借地人が投下した資本について回収する機会を与え、建物を取り壊すことによる国民経済的損失を防止し、請求権が行使されれば買取を当然に認めることで契約の更新を間接的に強制することにあると説明される。しかしこの制度は現代社会の実状に適合しないという批判もある。
つまり、借地人の保護は契約存続によって図るべきであって買取による資本投下まで保護する必要はないとか、戦後復興を成し遂げた日本において建物の取り壊しを規制するほどの住宅難は存在しないとか、建物それ自体の価格は安いため契約更新を強制する効果がないという指摘である。
また、第三者の建物買取請求権というものもある（14条）。これは賃借権の譲渡を地主が承認しない場合に、その借地上の建物などを取得して借地権を譲り受けようとする者はその地主に対して建物等の買取を請求できるというものである。借地権の譲渡を承認しない間に賃貸人と賃借人との間で賃貸借契約が合意解除されても、特段の事情がない限り建物買取請求権を失わない（最判昭48.9.7）。
賃貸借契約が賃借人の債務不履行によって解除された場合には、賃借人は建物買取請求権を行使できないとするのが判例の立場である（借地権者の請求権につき最判昭35.2.9、第三者の請求権につき最判昭33.4.8）。ただし学説には異論も多く、買取を認めるのが多数説である。建物買取請求権が行使された場合の土地明渡義務と代金支払義務は同時履行の関係に立つ（大判昭9.6.15）。建物買取請求権は、これを行使しうる時から10年の消滅時効にかかる（最判昭42.7.20）。

### 造作買取請求権
借家契約においてもその契約終了時に賃貸人に対して「造作（ぞうさく）」を買い取れと請求できる。これを造作買取請求権という（33条）。建物買取請求権と同様、行使された途端に借家人と賃貸人との間に売買契約が成立するという形成権の一種である。
買取の対象となる「造作」とは、建物に付加された物件で賃借人の所有に属し、かつ建物の使用に客観的便益を与えるものをいい、賃借人がその建物を特殊な目的に使用するために特に付加した設備は含まれない（最判昭29.3.11）。条文上明示されている畳や建具（障子、襖、戸など仕切りとなるもの）のほか、ガス・水道などの設備、空調設備（エアコン、クーラー）などが挙げられる。この規定は借地借家法においては強行規定ではなく任意規定となったため（37条を参照）、当事者間で自由に特約を定めることができる。
造作は取り外しが可能であるから本来ならば契約終了時に借家人が収去しなければならない。しかし社会全体の生活水準が向上するにつれて空調設備すらもその借家の一部分と見ることもでき、必要費や有益費の規定（民法第608条、詳しくは賃貸借の項目も参照）に従って処理すべきとの考えもある。
賃貸借契約が賃借人の債務不履行ないし背信行為によって解除された場合には、賃借人は造作買取請求権を行使できないとするのが判例の立場である（最判昭31.4.6）。造作買取請求権が行使された場合の建物明渡義務と代金支払義務は同時履行の関係に立たない（建物明渡が先履行、最判昭29.7.22）。

### 定期借地権・定期借家契約

#### 定期借地権
定期借地権とは、契約期間の更新がない（法定更新が生じない）借地権である。旧借地法にはこのような規定は無く、本法制定時に新しく導入されたものである。これにより様々な経済的要請に応えることができる、柔軟な借地契約が可能となった。
定期借地権には3種類ある。
一般定期借地権（22条）
契約の更新や建物買取請求権がない借地権である。
借地権の存続期間は50年以上でなければならないが、存続期間終了時には借地を更地に戻して返還しなければならない。存続期間満了後、更新もなく速やかに土地が返還されるため、比較的安価で借地権を設定できるのがメリットである。
この一般定期借地権契約は、書面でしなければならない。
宅地建物取引業者が22条による宅地の賃貸借の媒介・代理を行う場合、その旨を重要事項説明として宅地建物取引士に説明させなければならない（宅地建物取引業法第35条、宅地建物取引業法施行規則第16条の4の3）。
事業用定期借地権等（23条）
専ら事業の用に供する建物の所有を目的とする借地権で、一般定期借地権に比べ存続期間を短く設定できる。
借地権の存続期間は10年以上50年未満であることが必要である。
30年以上50年未満の存続期間の場合は、9条及び16条の規定にかかわらず、契約の更新および建物の築造による存続期間の延長がなく、ならびに13条の規定による買取りの請求をしないこととする旨を定めることができるものとである（1項）。
10年以上30年未満の場合は3条から8条、13条及び18条の規定は適用されない（2項）。つまり店舗を建設するといった目的に限定されるのであり、居住目的の建物は建設できない。
この事業用借地契約は公正証書によってなされなければならない（23条3項）。
なお、2007年12月31日までの借地権存続期間は10年以上20年以下であり、旧法の適用がある。50年以上の存続期間を望む場合は一般定期借地権を利用することが可能である。
建物譲渡特約付借地権（24条）
期間満了時に、借地上にある建物を相当の対価でもって地主に売却するとの特約を付した借地権である。
存続期間は30年以上である。土地開発業者（ディベロッパー）などが土地を借り、そこにビルやマンションを建てて賃料収入を得て、その後地主に売却するという事業に用いられる。

#### 定期借家契約
「定期借家契約」（定期建物賃貸借）について、新たな規定もある（38条）。ここでは、存続期間（1年未満でも20年を超える契約でもよいが、期間を定めないという方法は認められない）が終了すればそこで賃借権は完全に消滅し、契約を更新することはできない。
この契約は書面によって行う必要があり（38条は「公正証書による等」と規定しているが、必ずしも公正証書であることを要求したものではないと解されている）、その際に貸主は、「期間満了時に契約を更新することができない」ことを記載した書面を渡して説明しなければならない。
もし貸主が説明を怠った場合は、契約の更新がない旨の定めは無効となる。特約によって造作買取請求権を付加・排除することも可能であるし、期間中に賃料が不相応になれば特約がない限り賃料増減額請求権を行使することもできる。
宅地建物取引業者が38条による建物の賃貸借の媒介・代理を行う場合、その旨を重要事項説明として宅地建物取引士に説明させなければならない（宅地建物取引業法第35条、宅地建物取引業法施行規則第16条の4の3）。
存続期間が1年以上である定期借家契約においては、賃貸人は期間満了の1年前から6か月前の間（通知期間）に賃借人に対して賃貸借が終了する旨の通知をしなければ、その終了を賃借人に対抗できない。通知期間を経過した後に終了の旨の通知をした場合、その通知の日から6か月間はその終了を賃借人に対抗できない。
転勤、療養、親族の介護その他やむをえない事情により、居住の用に供する建物の賃貸借（床面積200平方メートル未満に限る）において建物の賃借人が建物を自己の生活の本拠として使用することが困難となったときは、建物の賃借人は、建物の賃貸借の解約の申入れをすることができる。この場合においては、建物の賃貸借は、解約の申入れの日から1か月を経過することによって終了する。
また、法令や契約によって一定期間が経過した後に取り壊される予定となっている建物を賃貸する場合にも、建物取り壊しと同時に賃貸借契約が終了し、更新することができないという契約形態をとることができる（39条）。この契約は取り壊すべき事由を記した書面によってしなければならない。
問題点
定期借家契約は、不動産とりわけショッピングセンター業界の強い要望により、2000年に法が改正されて新たに認められたものである。改正前は海外出張や介護のための一時不在などの理由で、家主が生活の本拠として自ら使用するために、帰国ないし帰宅時に簡単に明け渡してもらえるような契約が認められていたが、これを「定期借家契約」に改正したものである。
定期借家でない一般の借家権契約であれば、契約の更新拒絶・解約の申入れにおいて正当の事由があることを要求されるが（第28条）、定期借家契約ではこれが不要である。
定期借家契約は、書面による説明と契約という要式を満たしていればよく、明渡しの理由の如何を問わず認められる。これによって家主が次々と新しい借家人に賃貸することができるようになり、今の時点の相場の家賃収入を得られるようになった。
従来からある一般の借家契約では、借主の保護ばかり強調されていた。例えば、貸主は更新料を取ったり家賃を値上げしたりしても、なかなか相場までの収入を得ることは難しかった。また一度物件を借主に貸すと、貸主が正当事由を主張しても借主がそれに従わず、なかなか返してもらえない（立ち退いてもらえない）ケースが多かった。その結果、物件のオーナー・貸主が物件の賃貸に消極的になり、日本国内での優良物件の流通を阻害していると考えられた。
この新たな法律「定期借家契約」の誕生により、日本の不動産賃貸市場は活性化され、物件のオーナー・貸主が新たな物件を市場に供給することができると期待された。結果としては、国土交通省が2007年3月に行った調査によると民間の借家契約の5%がこの制度を利用している。
借地借家人の中には、経済的に弱い借家人を保護するための法律であった借地借家法の中に、わざわざ家賃収入の確保という家主を保護するための異質の制度を作ったもので、将来に大きな問題を残したとこの法を批判し、また期間の短い定期借家が貧困ビジネスとして利用されているとの主張もある。
旧法借家人の義務権利が逆説的に明らかとなり、個別事情を除けば旧法借家人の権利は維持もしくは強まっている。

## 他の先進国との比較・過剰借主保護への批判
借地借家法（を含む日本の借地借家法制）については、借主を過剰に保護し過ぎており、不動産の賃貸借契約で借主の債務不履行があったとしても、貸主側から契約を解除し、更に残置物撤去するためのハードルが高過ぎるとの批判が根強く存在する。
例えば、（定期借家契約でない限り）人に一旦貸したら、「居住権」が発生し、契約の中身に関わらず、半永久的に貸さなければならないという内容になっている(貸主側から契約更新を拒絶するためには、正当事由の存在が要件とされている)こと、日本では賃料不払いの場合であっても「信頼関係が喪失」として明け渡し請求(契約解除通知)が可能になるのは3ヵ月程度の滞納が生じてからであるうえ、借主から任意退去を拒否された場合には、貸主側で借主が今後も払う気が無いことを法廷で証明する必要があることから、貸主には家賃滞納によるキャッシュフローの悪化リスク、未回収リスク、物件価値の毀損リスクがあるとされる。以上のようなリスク故に高齢者や低所得者層など滞納や死亡の可能性が高い人々に貸したくなくなる法案になっており、このような借主過剰保護の帰結として、日本の物件においては滞納対策に、余程の不人気物件以外は、家賃保証会社の利用が必須の状態になっているとの意見が存在する。
これに対し、アメリカ合衆国では家賃滞納一ヶ月で退去措置を取れ、家賃滞納者の追放も最長でも約2〜3ヶ月で問題解決出来、その程度の期間であれば敷金で損失補填出来るうえ、滞納一日ごとに賃料の5%程度の金額を遅延損害金として上乗せ請求が可能であるとされる。。
また日本では現代は過去とは異なり、いわゆるサブリース契約等個人である貸主よりも大きな組織である不動産会社が借主であるケースも多いにも関わらず、現行法では不動産会社のほうが弱者と見なされ、保護されている。不動産会社による家賃保証問題(サブリース問題)は、借主（不動産会社）から家賃減額・契約解除等が正当化されていることが原因にある。